# Åge Sørensen (1956)
Åge Sørensen (30 aprile 1956) è un ex calciatore norvegese, di ruolo difensore.

## Carriera
Sørensen ha vestito la maglia dell'Haugar. Ha fatto parte della squadra che ha raggiunto la finale del Norgesmesterskapet 1979, persa contro il Viking. Il 16 settembre 1980, ha giocato la prima partita nella Coppa delle Coppe, venendo schierato titolare nel pareggio per 1-1 maturato sul campo del Sion. L'Haugar, al tempo militante in 2. divisjon, ha disputato questa manifestazione proprio in virtù della sconfitta in finale nel Norgesmesterskapet 1979; il contemporaneo successo in campionato della squadra ha garantito quindi l'accesso della squadra alla Coppa delle Coppe.
Al termine del campionato 1980, l'Haugar ha centrato la promozione nella massima divisione norvegese. Con questa maglia, Sørensen ha disputato complessivamente 230 incontri.